# 奇斯托帕德
49°48′53″N 25°20′19″E / 49.81472°N 25.33861°E

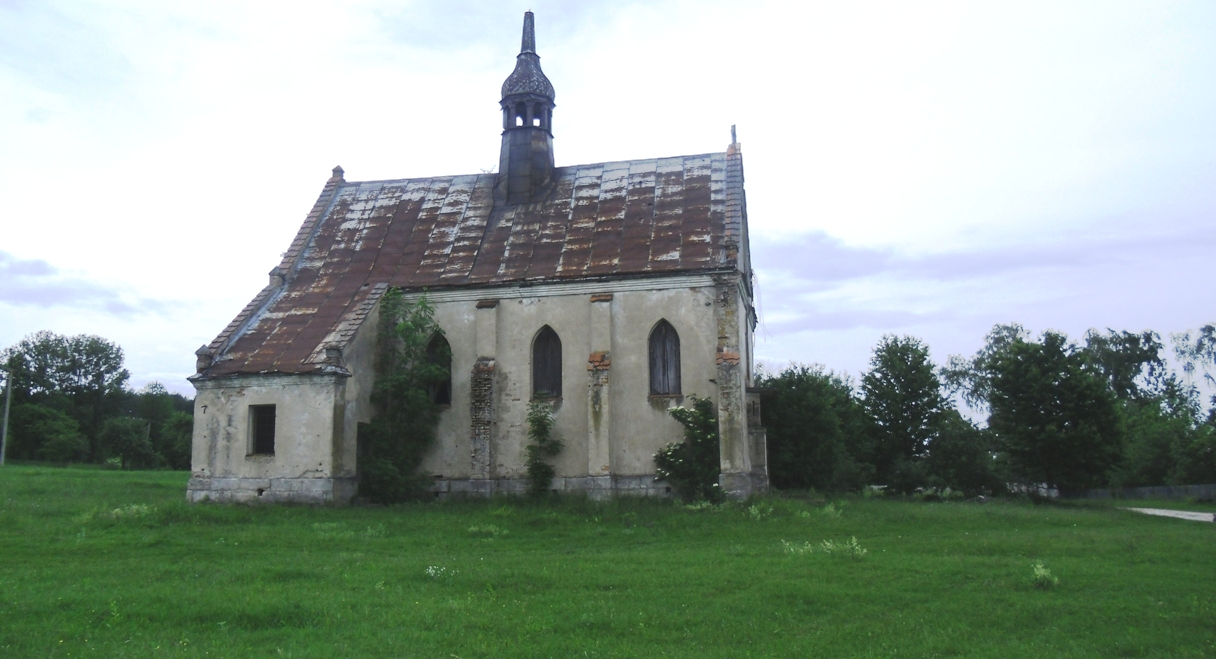

奇斯托帕德（羅馬化：Chystopady）是位於烏克蘭西部特諾皮爾州特諾皮爾區的村莊，始建於1701年，面積1.75平方公里，2001年人口605，人口密度每平方公里345.7人。